# Clermont (Landes)
Clermont település Franciaországban, Landes megyében. Lakosainak száma 742 fő (2022. január 1.). Clermont Estibeaux, Garrey, Mimbaste, Ozourt, Pomarez és Sort-en-Chalosse községekkel határos.

## Népesség
A település népességének változása:
| Lakosok száma | 485  | 553  | 594  | 829  | 791  | 780  | 773  | 754  | 745  | 742  |
|               | 1968 | 1982 | 1990 | 2006 | 2013 | 2015 | 2017 | 2019 | 2020 | 2022 |